# Kinas kommunistiske partis historie
Kinas kommunistiske partis historie tog sin begyndelse i Republikken Kina (1912–1949), og partiet var en afgørende faktor i den kinesiske borgerkrig og en integreret del af Folkerepublikken Kinas historie.

## Baggrund og partiets oprettelse
Efter den republikanske kinesiske revolution i 1911, hvor det gamle manchuriske Qing-dynasti blev væltet og det kinesiske dynastiske kejserdømme afskaffet til fordel for Republikken Kina, opstod et antal kommunistiske grupperinger i Kina. De samledes i juli 1921 for at grundlægge et fælles parti. Selve grundlæggelsesvedtagelsen fandt sted 31. juli 1921 på en båd på Nanhusøen i Jiaxing syd for byen efter, at delegaterne i huj og hast rømte den franske konsession). De 53 mand, som der var forsamlede, blev enige om det formelle partinavn Zhōngguó Gòngchǎn Dǎng (Det kinesiske kommunistparti), og alle andre navne, som var i brug blandt kommunistiske smågrupper, blev opgivet.
Nøglepersoner var Li Dazhao, Chen Duxiu, Chen Gongbo, Tan Pingshan, Zhang Guotao, He Mengxiong, Lou Zhanglong og Deng Zhongxia. Mao Tse-Tung var tilstede ved den første kongres som en af de to repræsentanter fra en kommunistisk gruppe i Hunan. Blandt de øvrige, som var tilstede, kan nævnes Dong Biwu, Li Hanjun, Li Da, Chen Tanqiu, Liu Renjing, Zhou Fohai, He Shuheng, Deng Enming og to repræsentanter fra Komintern (den kommunistiske internationale), M. Nikolajevski og Henk Sneevliet (sidstnævnte også kendt under navnet Maring). Komintern var en organisation oprettet af det nye kommunistiske regime under ledelse af Vladimir Lenin i Sovjetunionen. Lenin havde i 1917 ledet en fremgangsrig revolution mod det liberale styre i Rusland, styrtet dette og grundlagt verdens da eneste socialistiske stat. Kominterns opgave var at sprede revolutionen videre til andre lande i overensstemmelse med instruktioner fra det stærkt centraliserede og strikt hierarkiske sovjetiske kommunistparti. Ikke tilstede på dette tidlige tidspunkt var fremtidige kommunistledere som Li Lisan, Zhou Enlai og Qu Qiubai.
Chen Duxiu blev partiets leder (generalsekretær).
På kongressen bestemte man sig for, at partiet skulle være en hemmelig, stærkt centraliseret bolsjevikisk (leninistisk) organisation med det formål at erobre magten i Republikken Kina og indføre et klasseløst samfund. Partiets yderst centraliserede organisationsform havde imidlertid langt fra tilslutning fra alle, og et år senere havde halvdelen af de oprindelige medlemmer forladt partiet.
En af anledningerne til, at man startede et nyt parti, var den udbredte modvilje mod det styrende nationalistiske Kuomintang-parti (KMT), hvis administration havde store økonomiske problemer og var plaget af omfattende korruption. Endvidere havde fredsaftalen efter 1. verdenskrig, den såkaldte Versaillestraktat fra 1919, der havde givet Japan fordele på bekostning af Kina og de derpå følgende studenteruroligheder i Fjerde maj-rørelsen, vakt interesse for indførelsen af et nyt regime.
I august 1922 sammenkaldte imidlertid Sneevliet/Maring til et møde i centralkomiteen og foreslog, at partiets medlemmer meldte sig ind i Kuomintang (KMT, Det kinesiske nationalistparti) med den begrundelse, at det ville være lettere at omforme dette parti inde fra end at forsøge at gentage dettes succes. Ifølge Chen Duxiu modsatte Li Dazhao, Cai Heshen og Gao Yuhan sig skarpt forslaget, hvorpå Maring påkaldte Kominterns overordnede myndighed og tvang det kinesiske kommunistparti til at tilslutte sig hans beslutning.
Under ledelse af Komintern blev partiet reorganiseret efter leninistiske rettesnore i 1923, forud for Kuomintangs felttog i Nordkina. Men partiet havde ingen høj stjerne: Karl Radek, en af de fem stiftende ledere af Komintern, udtalte i november 1922, at det kinesiske kommunistparti ikke nød noget særlig godt omdømme i Moskva. Det var endvidere delt i to lejre, ledet af Deng Zhongxia og Li Dazhao efter den mere moderate borgerlige nationale revolutions model, og Zhang Guotao, Lou Zhanglong, He Mengxiong og Chen Duxio på den stærkt anti-imperialistiske side.
Kominterns rolle i denne periode var dominerende. Mikhail Markovitsj Borodin forhandlede med Sun Yat-sen og Wang Jing-wei om KMTs reorganisering i 1923 KMT og inkorporeringen af KKP i det udvidede KMT. Borodin og general Vasilij Bljukher (kendt som Galen) samarbejdede med Chiang Kai-shek om grundlæggelsen af militærakademiet i Whampoa. Og det var KKPs afhængighed af Komintern-lederskabet, som var den første indikation på, at den første forenede front 1923-1927 var sårbar.

## Partiets første tid og starten på den lange march
Efter, at KMT:s første leder og Xinhai-revolutionens inspirator, doktor Sun Yat-sen var død i 1925, gik KKP-medlemmerne med i KMT. Ledere for dette parti blev den tidligere armélærer Chiang Kai-shek. Men samarbejdet blev mindre vellykket, og de indbyrdes modsætninger kulminerede med, at Chiang Kai-shek i 1927 lod henrette flere kommunister i KKP:s basisområde i Shanghai. Dette gentog sig også i andre større byer.
KKP:s medlemmer (da ca. 60.000 personer) og dets sympatisører blev tvunget ud på landet i den fattige provins Jiangxi, vest for staden Shanghai, hvor de begyndte at oprette små sovjetter, en form for arbejder-, bonde- og soldaterråd. Disse sovjetter, samlede under navnet den Kinesiske sovjetrepublik, blev til sidst opfattet som en trussel mod Chiang Kai-shek og hans nationalistiske regime med hovedstad i Nanjing. Han påbegyndte derfor atter kampagner og forfølgelser mod kommunisterne, hvilket gjorde, at partiets medlemmer (ca. 100.000 personer) i 1934 blev tvungne til at flygte, den såkaldte "lange march", en gigantisk forflytning af hele partiorganisationen gennem det meste af Kina. Denne flugt sluttede først, da de kommunistiske guerillasoldater nåede frem til Yan'an, en provinsby i provinsen Shaanxi i den centrale del af det nordlige Kina i, 1.200 mile borte.
Målet med den lange march var at finde et område, som ikke kunne nås af den kinesiske regerings tropper og at der oprette en ny kommunistisk guerillabase. Yan'an blev valgt på grund af dets nærhed til det sovjetkontrollerede Mongoliet, samt dets strategiske beliggenhed ved Den Gule Flod. Beliggenheden ved floden indebar, at militære forstærkninger fra det kommunistiske Sovjetunionen let kunne transporteres med den Transsibiriske jernbane og videre gennem Mongoliet til den kinesiske grænse, der efter udskibedes materiellet med båd ned ad den Gule flod til kommunisternes basislejr i Yan'an. Den Gule flod kunne også anvendes til videre transporter af tropper nedstrøms fra Yan'an mod mere centrale og befolkede dele af landet: staden Xi'an, de viktige og folkerige provinser Henan, Hebei og Shandong samt den vigtige storby Beiping (Pekings navn i perioden 1928–1949, da Nanjing var Kinas hovedstad).
Den lenge march bidrog til mange forandringer inden for partiet. Mao Zedong havde under perioden i Jiangxi-sovjetten ikke haft en udelt stærk stilling i partiets ledelse. Han var dog uovertruffen som militær taktiker og havde, takket være sine militære framgange under den lange march, mulighed for at etablere sig som partiets leder.
Under den lange march udviklede og forfinede han sine teorier om guerillakrigsførelse, hvilket han selv valgte at kalde for "Den udtrukne folkekrig" og som bestod af tre faser:
- Den første fase bestod i, at guerillasoldater gik ind i et lokalt samfund, eksempelvis en lille bjergby. Soldaterne talte med byens indbyggere, overbeviste dem om nødvendigheden af at bekæmpe centralmagten (den nationalistiske Kuomintang-regering). Lokalbefolkning havde svært ved at modstå de bevæbnede guerillakæmpere og blev ideologisk overbeviste. Lokalbefolkningen gav guerillakæmperne mad og husrum. Guerillakæmperne uddannede lokalbefolkningen i at sabotere centralregeringens militære installationer og infrastruktur vigtig for centralmagten. I fællesskab begyndte man at utføre angreb mod centralmagten i begrænset skala.
- Den anden fase indebar en forøgelse i angrebenes størrelse og antal. Guerillasoldaterne og bybefolkningen begyndte desuden i fællesskab at infiltrere omkringliggende byer. Et netværk af guerillakontrollerede byer byggedes op, ofte uden centralmagtens viden.
- Når de guerillakontrollerede byer var blevet tilstrækkeligt mange og stærke, indledtes guerillakrigens tredje fase. Guerillarørelsen var nu tilstrækkelig stærk til at kunne angribe større stæder. Disse omringedes af grupper af guerillakæmpare og bevæbnede byboere, belejredes, svækkedes og blev til sidst angrebne.

Fordelen ved denne type af guerillakrigsførelse var, at meget store landområder bag de officielle og kendte krigsfronter kunne kontrolleres af guerillaen. Guerillakæmpere kunne også let klæde sig som bybefolkningen, og blev derved umulig at udskille og identificere af regeringens tropper. Til trods for, at guerillagrupperne savnede de økonomiske og militære ressourcer, som den nationalistiske Kuomintang-regerings tropper havde adgang til, havde de fundet en fremgangsmåde at besejre disse på.
Mao Zedong regnes i dag som den moderne guerillakrigførelses skaber. Hans teorier om "den langvarige folkekrig" udgør en meget vigtig del af maoismen og er indskrevet i det kinesiske kommunistpartis vedtægter og i Folkerepublikken Kinas forfatning. Hans model for guerillakrigførelse har fået mange efterfølgere over hele verden i 1900-tallets anden halvdel, men har næppe fået et sådant omfang som under den kinesiske borgerkrig.
Andre teoretiske komponenter i Mao Zedong-tankegangen indebærer en større fokus på bønderne i stedet for på storstædernes arbejderklasse som i Sovjetunionen).
Zhu De blev militærstrateg for den voksende røde armé. Da den lange march sluttede i 1935, var de nået til Shaanxi-provinsen, men af de, som havde forladt Jiangxi, fandtes kun et par tusind tilbage.
Dog havde flere (mere eller mindre ideologiske) kommunister tilsluttet sig. Det faktum, at Chiang Kai-shek koncentrerede sig om borgerkrigen med kommunisterne i stedet for at med dem at danne en forenet front under krigen mellem Japan og Kina, syntes at oprøre befolkningen. Derfor blev det relativt let att rekruttere tilhængere gennem aktiv propaganda for en forsvarskrig mod Japan. Til trods for dette var kommunistpartiets stilling vanskelig lige efter, at den lange march var afsluttet. Partiets madforråd var blevet stadig mindre, og den røde armé havde lidt svære tab i stadige kampe med KMT. Redningen kan have været den krig, som Japan med Nanjing-massakren igangsatte mod Kina. Denne krig gjorde, at KMT til sidst var tvunget til at ændre indstilling. Der var da gået et år med indbyrdes forhandlinger mellem dem og blandt andet Mao Zedongs "venstre hånd" Zhou Enlai, og 1937 gik KKP atter sammen med KMT i en forenet front mod Japan.

## Partiet efter 2. verdenskrig
Forhandlinger mellem KKP og KMT indledtes efter, at Japan kapitulerede til USA i 1945, men disse forblev frugtløse, og borgerkrigen blussede op på ny. KMT blev slået, og Chiang Kai-shek blev tvunget til at flygte til Taiwan (hvor han til sin død arbejdede for at genforene Kina under KMT:s styre). Den 1. oktober 1949 lod Mao Zedong udråbe Folkerepublikken Kina foran en folkemasse på Den Himmelske Freds Plads. Dagen blev siden folkerepublikkens nationaldag.
Maos revolution, som førte til oprettelsen af "folkerepublikken" var til navnet baseret på marxismen-leninismen med fokus på landsbygden og baseret på Kinas sociale situation i datiden. I 1960- og 1970'erne kom det til et ideologisk brud mellem KKP og kommunistpartierne i Sovjetunionen (under Nikita Khrusjtjov) og flere af de østeuropæiske lande. Efter bruddet dominerede Maos bonderevolutionsvision og såkaldte «vedvarende revolution under proletariatets diktatur», som fastlagde, at klassefjender fortsat fandtes, selv om den socialistiske revolution tilsynelandende var gennemført. Dette banede vejden for kulturrevolutionen. Denne tankegang blev kendt inden for Kina som "Mao Zedong-tænkning" og som maoisme uden for Kina. Den repræsenterede en næsten anarkistisk form for kommunisme, som stod i modsætning til Sovjetunionens marxismerevisionisme". Resultatet var, at kommunistpartiet stedvis mistede kontrollen over begivenhedernes gang og regionale magtkampe mellem ulige partifraktioner.
Mao Tse-Tung døde i 1976, og Deng Xiaoping blev Folkerepublikken Kinas nye leder. Deng Xiaoping havde et radikalt agenda: at indføre kapitalistisk markedsøkonomi i det kommunistiske Kina. Det var på dette tidspunkt aldrig sket i nogen anden socialistisk stat. Hans stilling var derfor i begyndelsen relativt svag i partiet, og Kinas kommunistparti gik igennem en periode med alvorlige indre stridigheder i årene 1976-1978. For at styrke sin stilling, planlagde Deng Xiaoping at gennemføre en kort og fremgångsrig krig mod Vietnam. Den kinesiske minoritet Hoa i Vietnam var blevet behandlet dårligt af landets majoritetsbefolkning og flygtede i store mængder som bådflygtninge til blandt andet Hong Kong. Vietnam rejste desuden territorielle krav på Spratlyøerne, en øgruppe i det Sydkinesiske hav, som også Kina gjorde krav på. Deng gav derfor ordre til en kinesisk invasion af det nordlige Vietnam med disse to forhold som begrundelse. Den kinesisk-vietnamesiske krig i årene 1978–1979 ledte dog ikke til de hastige fremgange, som den kinesiske side havde forventet. Den kinesiske militære doktrin udgjordes fortsat hovedsagelig af Maos "den langvarige folkekrig" samtidigt med, at den vietnamesiske side havde udviklet og forfinet denne metode og desuden var langt mere krigsvant efter den forudgående krig mod USA. De kinesiske tropper havde bristende kundskaber om det lokale terræn i det nordlige Vietnam, led massive tab og blev tvunget till omgående retræte. Den vietnamesiske side havde derved paradoksalt nok formået at besejre kineserne ved at anvende Mao Zedongs egen guerillakrigsførelse.
Deng mente, at socialisme og markedsøkonomi ikke var uforenelige størrelser. Man fastholdt partiets politiske overherredømme. Den nye økonomiske politik skulle skabe betydelig økonomisk vækst. Men ideologien selv kom i konflikt med begge fløjene i partiet, både med maoisterne og med progressive liberale, en konflikt som toppede i forbindelse med Demonstrationerne på Den Himmelske Freds Plads (1989). Før disse protester blev slået ned, blev kommunistpartiets reformvenlige generalsekretær, Zhao Ziyang, fjernet fra sin post og sat i husarrest. Dengs vision for økonomisk fremgang og en ny socialistisk markedsmodel blev siden indskrevet i partiets nye konstitution fra 1997 som Deng Xiaoping-teori.
Den tredje generation» af ledere (Jiang Zemin, Zhu Rongji og andre) fortsatte for det meste Dengs progressive økonomiske program samtidig med, at de støttede den kinesiske nationalisme, som tiltog i 1990'erne. Nationalistiske strømninger havde vokset sig så stærke, at de var blevet et slags uofficielt ideologisk grundlag for partiets styringsdoktriner. Som del af Jiangs arv ratificerede KKP De tre repræsentationer som del af 2003-revisionen af partikonstitutionen som en ideologisk rettesnor, og som mobiliserede partiet til at støtte og repræsentere "avancerede produktionsmidler, den kinesiske kulturs fremgang, og folkets grundlæggende interesser", som det hed. Det ideologiske skifte indebar, at partimedlemsskab blev muligt også for private forretningsfolk, bedriftsejere og elementer fra "småborgerskabet".
Den nærmest altoverskyggende fokusering på økonomisk vækst gjorde, at en række alvorlige sociale problemer fik lov udvikle sig uden virksomme modtiltag. Kommunistpartiets ledere af "fjerde generation" kom med Hu Jintao og Wen Jiabao til magten i 2003. De forsøgte at reversere denne trend ved at frembringe en ny og integreret ideologi, som skulle varetage både sociale og økonomiske anliggender. Denne nye ideologi blev kendt som bestræbelserne for at skabe et "harmonisk samfund" ved hjælp af "det videnskabelige udviklingskoncept".
Partiets greb om statsmagten aftog gradvis i takt med den økonomiske liberalisering. Udviklingen af KKPs ideologi har gennemgået en række skelsættende ændringer således, at den ikke længere ligner de oprindelige principper og intentioner. Nogen anser, at den store grad af økonomisk liberalisering, som er sket siden 1970'erne, indebærer, at KKP er gået over til at fremme økonomisk neoliberalisme. KKPs nuværende linje (2008) afvises skarpt som kapitalisme af de fleste kommunister, særlig af antirevisionister og af tilhængerne af Det kinesiske nye venstre inden for KKP.
Det kinesiske kommunistparti står fortsat for et etpartistyre; selv om der findes andre partier i Kina, er de alle pligtige til at rapportere til og lade sig koordinere af kommunistpartiets forenede arbejdsfrontsdepartement. De opererer ikke som egentlige oppositionspartier eller som selvstændige størrelser.
Siden 1980'erne, som dets troskab mod klassisk marxistisk ideologi er blevet svækket, har partiet i stigende grad støttet sig på kinesisk nationalisme. Skiftet fra socialisme til nationalisme har behaget KKPs tidligere modstander og fjende, Kuomintang (KMT), hvilket har bidraget til et bedre klima mellem de to partier siden 2003. Til gengæld er undertrykkelsen af nationale mindretal inden for Kina blevet skærpet lige som al kritik fortsat undertrykkes med hensynsløshed. Senest har Kina skarpt kritiseret den norske Nobelpriskomite for i 2010 at have givet Nobels fredspris til menneskerettighedsforkæmperen Liu Xiaobo.